# Mercenarios: El arte de la destrucción
Mercenarios: El arte de la destrucción (título original en inglés, Mercenaries: Playground of Destruction) es un videojuego de acción en tercera persona ambientado en un imaginario golpe de Estado en Corea del Norte en septiembre de 2009. Fue sacado a la venta el 18 de febrero de 2005. Actualmente hay una secuela, titulada Mercenarios 2: World in Flames, ambientada en Venezuela.

## Argumento
El líder de Corea del Norte, el anciano presidente Choi Kim, había transmitido a Corea del Sur su deseo de alcanzar la paz. Para ello, aceptó la Sunshine Policy (Política de mano tendida) y reavivó así las esperanzas de una reunificación pacífica. En respuesta, Corea del Sur accedió a invertir dinero en Corea del Norte con la condición de que estos desmantelaran su ejército. El presidente Choi Kim se convirtió en una figura muy admirada entre la juventud surcoreana y despertó un nuevo sentimiento de esperanza y orgullo en el pueblo.
Nadie se esperaba los terribles acontecimientos que echarían por tierra los planes de paz. El hijo de Choi Kim, el general Choi Song, no estaba nada contento con las negociaciones y los tratados de paz. Él creía que su padre estaba equivocado sobre el destino de Corea del Norte. En el transcurso de la ceremonia donde se celebraba la unificación de Corea, el general Song organizó un golpe. Con el respaldo de un ejército de insurgentes dinamitó la ceremonia y aniquiló la vida de los líderes de las dos Coreas, incluso a su propio padre.
El nuevo dictador de Corea del Norte expulsó a todos los embajadores, prohibió la entrada de prensa extranjera y cortó toda comunicación con el exterior. Finalmente la prensa olvidó a Corea y se centró en otras crisis. Pero cuando menos lo esperaban, llegó lo peor.
La armada australiana acudió a rescatar a los tripulantes de un carguero norcoreano pero cuando estos les vieron llegar hicieron todo lo posible por hundir el barco, algo que hizo sospechar a los australianos, que decidieron inspeccionarlo. Hallaron armas nucleares en la bodega con destino a una empresa indonesa que funcionaba como tapadera para terroristas. Las naciones aliadas se hicieron eco devínculo que había entre el general Song, las armas nucleares y los terroristas. Poco después el gobierno chino publicó un informe que revelaba que la capacidad nuclear de Corea del Norte estaba mucho más avanzada de lo que se creía, los norcoreanos poseían armamento nuclear para atacar a los cinco continentes.
Las Naciones Aliadas (parodia de las Naciones Unidas) invadieron Corea del Norte y desarticularon la zona de lanzamiento de Yongbyon. Inspectores de las N.A. encontraron allí documentos que confirmaban que Corea del Norte estaba construyendo 30 cabezas nucleares en otra zona aún desconocida, y que estarían listos en tres semanas. El caos era inminente, y aquí es cuando entran en acción los protagonistas, los mercenarios.

## Baraja de 52 cartas
Tras la ofensiva, en vano, a Yongbyon las N.A. ahora tenían un nuevo y urgente objetivo: localizar y capturar al General Song antes de que los misiles estuviesen listos para su lanzamiento y de que Song se encontrara al mando de una superpotencia nuclear. Tras semana y media de búsqueda infructuosa las ruedas de prensa de las naciones unidas adquirieron un aire de desesperación. Distribuyeron una lista de los más buscados en forma de baraja de 52 cartas. Song, era el As de Picas. Sus principales asesores militares y científicos completaban el resto de la baraja junto a varios criminales contratados por él. Un portavoz de las N.A. apareció en GSRN (canal de noticias internacional) y ofreció un botín por el general Song, nada más y nada menos que cien millones de dólares.
La baraja se divide en cuatro palos:
- Tréboles: Hombres de negocios, mafiosos y políticos corruptos (división 39).
- Diamantes: Miembros del ejército de Corea del Norte.
- Corazones: Biólogos, químicos y científicos nucleares.
- Picas: Los más cercanos al general Song. La mayoría son mujeres, pero también hay algunos exministros norcoreanos.

## Personajes
Nada más comenzar el juego debemos escoger entre uno de estos tres mercenarios que trabajan para OpEj (Operaciones Ejecutivas) que es un ejército privado (mercenarios) inventado para el juego. OpEj fue constituida en 2001, acepta encargos tanto de gobiernos como de privados.

### Chris Jacobs
- Habla Inglés y coreano
- Nacido en: San José, California

Su madre es una intérprete coreana y su padre era coronel del ejército de los Estados Unidos. Su madre le enseñó a hablar coreano mientras su padre le daba inestimables consejos sobre tácticas militares. Sirvió como parte del grupo de aplicaciones de combate del ejército durante siete años, hasta que se dio cuenta de que podía sacar mucho provecho de sus habilidades. De modo que se unió a OpEj. Nadie es capaz de aguantar tanto castigo como él.

### Jennifer Mui
- Habla Inglés y chino
- Nacida en: Hong Kong, China

Jennifer es hija de una china residente en Hong Kong y de un alto mando del ejército británico. Tras el divorcio de sus padres, cuando ella tenía 12 años, se trasladó a vivir con su madre a Inglaterra. Su especialidad es pasar desapercibida, utilizando su formación y aptitudes naturales para infiltrarse en lugares donde otros soldados desentonarían terriblemente.

### Mattias Nilsson
- Habla Inglés, sueco y ruso
- Nacido en: Arvisaujur, Suecia

En su infancia Nilsson era un desastre estudiando, previendo que se acabaría convirtiendo en un trabajador no cualificado a los 16 años se alistó en el ejército; que dejaría más tarde para entrar en OpEj. Puede que Nilsson tenga poca experiencia, pero por lo que respecta a los demás mercenarios no es más que un novato. Hasta que no lleve unos años más no sabrá lo que es el combate de verdad. No obstante, en tan poco tiempo ha demostrado moverse más rápido que nadie en el campo de batalla y un mercenario rápido es un mercenario que vuelve sano a casa.

### Fiona Taylor (Técnico)
- Habla  Inglés
- Nacida en: Sídney, Australia

Fiona no es mercenario, es la experta en tecnología que OpEj ha seleccionado para este conflicto. Ella es el contacto de los mercenarios con el mundo exterior, dominando el flujo de información de un centenar de satélites y canales de comunicación intervenidos. Fiona tiene mucha experiencia manejando a los agentes y es capaz de poner en su sitio a cualquier mercenario.
Fiona fue teniente de la armada real australiana, donde se especializó en armamento electrónico para submarinos. Después trabajo para el ASIS (servicio secreto de inteligencia australiano), pero recientemente ha dejado su puesto para incorporarse a OpEj.